# Адам Скотт (актор)
Адам Пол Скотт (англ. Adam Paul Scott; нар. 3 квітня, 1973) — американський актор, комік, продюсер і подкастер. Найбільш відомий за роллю Бена Ваєта у телесеріалі «Парки та зони відпочинку», який транслювався телеканалом NBC у 2009-2015 роках. За цю роль Скотт був двічі номінований на премію «Вибір телевізійних критиків» у категорії «Найкращий актор у комедійному телесеріалі». 
Також Скотт знімався в таких фільмах і серіалах як «Авіатор» (2004), «Зведені брати» (2008), «Заміж у високосний рік» (2010), «Друзі з дітьми» (2011), «Холостячки» (2012), «Крампус: викрадач Різдва» (2015), «Велика маленька брехня» (2017-2019) та інші.
Крім цього був співавтором і співведучим серії програм в американській комедійній подкастовій мережі Earwolf. У 2014 році вів серію подкастів під назвою U Talkin' U2 To Me пов’язаних з діяльністю рок-гурту U2, де посилаючись на якісь подробиці з життя гурту, зазвичай починав розвивати тему та обговорювати її в більш широкому розумінні з присмаком гумору та абсурду. У 2018 році запустив другу серію підкастів з тою ж стилістикою, присвячену рок-гурту R.E.M. під назвою R U Talkin' R.E.M. Re: Me? У 2020 з’явилась ще одна серія подкастів з назвою U Talkin' Talking Heads 2 My Talking Head пов’язана з обговоренням рок-гурту Talking Heads.

## Біографія

### Ранні роки життя
Адам Скотт народився в Санта-Крус, Каліфорнія. Його батьки Анна та Саймон Дугалд Скотт працювали вчителями. Адам Скотт має на чверть сицилійське походження по лінії своєї матері. У нього є старші брат Девід і сестра Шенон. Адам закінчив середньозагальну школу Санта-Крус (Harbor High School), а також приватну американську академію драматичного мистецтва (American Academy of Dramatic Arts) в Лос-Анджелесі, Каліфорнія.

### Особисте життя
Адам Скотт одружився з Наомі Саблен у 2005 році. Вони мають двох дітей.
Скотт справжній фанат рок-гурту R.E.M. У 1992, він знявся в масовці у їхньому музичному кліпі до пісні «Drive» з альбому «Automatic for the People».
Під час свого візиту на «Шоу Джиммі Кіммела» у 2017 році Скотт розповів, що в дитинстві написав листа Марку Гаммілу та запросив його на свій день народження. Гостьова ведуча шоу Крістен Белл нагадала, що в цей час тривають традиційні дні шанування фільму «Зоряні війни» та здивувала Адама появою на шоу Марка Гамміла в образі джедая, втіливши в життя його дитячу мрію.

## Фільмографія
| Рік       |   | Українська назва                                  | Оригінальна назва                                  | Роль                 |
| --------- | - | ------------------------------------------------- | -------------------------------------------------- | -------------------- |
| 1994      | ф | Міські пейзажі: Лос-Анджелес                      | Cityscrapes: Los Angeles                           | Джо                  |
| 1994      | с | Мертвий в 21                                      | Dead at 21                                         | Ден                  |
| 1994—1995 | с | Хлопець знайомиться зі світом                     | Boy Meets World                                    | Гріффін Гокінс       |
| 1995      | с | Швидка допомога                                   | ER                                                 | Девід Кестеттер      |
| 1995      | с | Перше вбивство                                    | Murder One                                         | Сідні Шнайдер        |
| 1996      | ф | Повсталий з пекла 4: Кровна спорідненість         | Hellraiser: Bloodline                              | Жак                  |
| 1996      | ф | Останні дні Френкі на прізвисько «Муха»           | The Last Days of Frankie the Fly                   | парковщик            |
| 1996      | ф | Зоряний шлях: Перший контакт                      | Star Trek: First Contact                           | офіцер               |
| 1996      | с | Поліція Нью-Йорка                                 | NYPD Blue                                          | Гордон Патербах      |
| 1997      | ф | Вечеря і гонитва                                  | Dinner and Driving                                 | Ларрі                |
| 1997      | ф | Розплата                                          | Payback                                            | Адам Стенфілл        |
| 1998      | ф | Дівчина                                           | Girl                                               | Скотт                |
| 1998      | ф | Менше зло                                         | The Lesser Evil                                    | молодий Джордж       |
| 1998      | ф | Волосяниця                                        | Hairshirt                                          | фанат у барі         |
| 1998—1999 | с | Нас п’ятеро                                       | Party of Five                                      | Джош Мекон           |
| 1999      | с | Пустище                                           | Wasteland                                          | Філліп               |
| 1999      | ф | Сагмор                                            | Sagamore                                           | Алекс                |
| 1999      | ф | Сплетені шляхи                                    | Winding Roads                                      | Браян                |
| 2001      | ф | Загін для побачень                                | Date Squad                                         | Фред                 |
| 2001      | ф | Сім і пара                                        | Seven and a Match                                  | Пітер                |
| 2002      | ф | Ронні                                             | Ronnie                                             | Ронні Швонн          |
| 2002      | ф | Особливо тяжкі злочини                            | High Crimes                                        | Терренс Ембрі        |
| 2002      | ф | Відбілювач                                        | Bleach                                             | Фултон               |
| 2002      | с | Дні слави                                         | Glory Days                                         | Говард               |
| 2002      | с | Клієнт завжди мертвий                             | Six Feet Under                                     | Бен Купер            |
| 2003      | ф | Щось ще                                           | Something More                                     | Сол                  |
| 2003      | ф | Два дні                                           | Two Days                                           | Стю                  |
| 2004      | ф | Сила оберту                                       | Torque                                             | агент Макферсон      |
| 2004      | ф | На грані                                          | Off the Lip                                        | Девід                |
| 2004      | ф | Авіатор                                           | The Aviator                                        | Джоні Мейер          |
| 2004      | с | Місце злочину Маямі                               | CSI: Miami                                         | Денні Като           |
| 2005      | ф | Матадор                                           | The Matador                                        | Філ Геррісон         |
| 2005      | ф | Якщо свекруха — монстр                            | Monster-in-Law                                     | Ремі                 |
| 2005      | с | Вероніка Марс                                     | Veronica Mars                                      | містер Рукс          |
| 2006      | ф | Таємниця школи мистецтв                           | Art School Confidential                            | Марвін Бушміллер     |
| 2006      | ф | Перший сніг                                       | First Snow                                         | Том Молейн           |
| 2006      | ф | Той, хто любить сонце                             | Who Loves the Sun                                  | Деніел Блум          |
| 2006      | ф | Повернення                                        | The Return                                         | Курт                 |
| 2006      | с | Закон і порядок                                   | Law & Order                                        | Роббі Говелл         |
| 2007      | ф | Трошки вагітна                                    | Knocked Up                                         | Самуел               |
| 2007      | с | Скажи мені, що мене кохаєш                        | Tell Me You Love Me                                | Палек                |
| 2008      | ф | Великий Бак Говард                                | The Great Buck Howard                              | Алан Беркман         |
| 2008      | ф | Серпень                                           | August                                             | Джошуа Стерлінг      |
| 2008      | ф | Корпоративні справи                               | Corporate Affairs                                  | Джек Хайтавер        |
| 2008      | ф | Зведені брати                                     | Step Brothers                                      | Дерек Гафф           |
| 2008      | ф | Все ще приємно                                    | Lovely, Still                                      | Майк Мелоун          |
| 2009      | ф | Жорстокий вид                                     | The Vicious Kind                                   | Калеб Сінклер        |
| 2009      | ф | З боку пасажира                                   | Passenger Side                                     | Майкл Браун          |
| 2009      | с | Довірся мені                                      | Trust Me                                           | Джош Беркетт         |
| 2009—2010 | с | Згори й донизу                                    | Eastbound & Down                                   | Пет Андерсон         |
| 2009—2010 | с | Влаштуймо вечірку                                 | Party Down                                         | Герні Поллард        |
| 2010      | ф | Операція: Завершення                              | Operation: Endgame                                 | чарівник             |
| 2010      | ф | СНІД: Ми це зробили!                              | AIDS: We Did It!                                   | чоловік              |
| 2010      | ф | Заміж у високосний рік                            | Leap Year                                          | Джеремі Слоан        |
| 2010      | ф | Піраньї 3D                                        | Piranha 3D                                         | Новак Радзинський    |
| 2010      | с | Програма Сари Сільверман                          | The Sarah Silverman Program                        | агент Шрьодер        |
| 2010      | с | Дитяча лікарня                                    | Childrens Hospital                                 | лейтенант            |
| 2010      | с | Нік Свардсон: Не по-справжньому                   | Nick Swardson's Pretend Time                       | телеведучий          |
| 2010      | с | Чудові хвороби                                    | The Wonderful Maladys                              | холопець Аліси       |
| 2010      | с | Американський тато!                               | American Dad!                                      | озвучка, маршал      |
| 2010—2015 | с | Парки та зони відпочинку                          | Parks and Recreation                               | Бен Ваєт             |
| 2011      | ф | Боритесь за свої права знову                      | Fight for Your Right Revisited                     | водій таксі          |
| 2011      | ф | Террі                                             | The Terrys                                         | оповідач             |
| 2011      | ф | Наш дурковатий брат                               | Our Idiot Brother                                  | Джеремі Горн         |
| 2011      | ф | Друзі з дітьми                                    | Friends with Kids                                  | Джейсон Фраймен      |
| 2011      | с | Посміхнись або помри представляє                  | Funny or Die Presents                              | оповідач             |
| 2011      | с | Національна антитерористична служба               | NTSF:SD:SUV::                                      | Ван Дамм             |
| 2012      | ф | Холостячки                                        | Bachelorette                                       | Клайд Ґоддард        |
| 2012      | ф | РР Рукавички                                      | HJ Gloves                                          | чоловік №2           |
| 2012      | ф | Побачити втечу дівчини                            | See Girl Run                                       | Джейсон              |
| 2012      | ф | Гріховна подорож                                  | The Guilt Trip                                     | Ендрю Маргуліс       |
| 2012—2013 | с | Палке кохання                                     | Burning Love                                       | Дем’єн Ассанте       |
| 2012—2014 | с | Найвеличніша подія в історії телебачення          | The Greatest Event in Television History           | у ролі самого себе   |
| 2012—2016 | с | Комедія Гуп! Гуп!                                 | Comedy Bang! Bang!                                 | у ролі самого себе   |
| 2013      | ф | Дорослі діти після розлучення                     | Adult Children of Divorce                          | Картер               |
| 2013      | ф | Таємне життя Волтера Мітті                        | The Secret Life of Walter Mitty                    | Тед Гендрікс         |
| 2013      | с | Робоцип                                           | Robot Chicken                                      | озвучка, батько      |
| 2013      | с | Марон                                             | Maron                                              | у ролі самого себе   |
| 2013      | с | Історія напідпитку                                | Drunk History                                      | Джон Бут             |
| 2013      | с | Долина Тіммі                                      | Timms Valley                                       | маршал Лонні         |
| 2014      | ф | Вони зійшлися разом                               | They Came Together                                 | звукооператор        |
| 2015      | ф | Звечора                                           | The Overnight                                      | Алекс                |
| 2015      | ф | Спати з іншими людьми                             | Sleeping with Other People                         | Меттью               |
| 2015      | ф | Машина часу в джакузі 2                           | Hot Tub Time Machine 2                             | Адам Єйтс            |
| 2015      | ф | Чорна меса                                        | Black Mass                                         | Роберт Фіцпатрік     |
| 2015      | ф | Крампус: викрадач Різдва                          | Krampus                                            | Том Енджел           |
| 2016      | ф | Мій сліпий брат                                   | My Blind Brother                                   | Роббі                |
| 2016      | с | Енджі Трайбека                                    | Angie Tribeca                                      | хірург               |
| 2016      | с | Тварини                                           | Animals                                            | озвучка, Шейн        |
| 2016      | с | Власність на баджілліон баксів                    | Bajillion Dollar Propertie$                        | Джонні Данн          |
| 2016      | с | Класика гольфу для дорослих                       | The Adult Swim Golf Classic                        | гольфіст Адам Скотт  |
| 2016—2018 | с | У кращому світі                                   | The Good Place                                     | Тревор               |
| 2017      | ф | Весела мамина вечеря                              | Fun Mom Dinner                                     | Том                  |
| 2017      | ф | Горе-творець                                      | The Disaster Artist                                | у ролі самого себе   |
| 2017      | ф | Найбільш ненависна жінка в Америці                | The Most Hated Woman in America                    | Джек Фергюсон        |
| 2017      | ф | Квітка                                            | Flower                                             | Вілл Джордан         |
| 2017      | ф | Маленьке зло                                      | Little Evil                                        | Гарі Блум            |
| 2017      | с | Майкл Болтон: Великий, сексуальний День Валентина | Michael Bolton's Big, Sexy Valentine's Day Special | у ролі самого себе   |
| 2017      | с | Віцепрезидент                                     | Veep                                               | ведучий ток-шоу      |
| 2017      | с | Вологе палке американське літо: 10 років потому   | Wet Hot American Summer: Ten Years Later           | Бен                  |
| 2017      | с | Бажаєш побачити труп?                             | Do You Want to See a Dead Body?                    | у ролі самого себе   |
| 2017—2018 | с | Примарливе                                        | Ghosted                                            | Макс Дженніфер       |
| 2017—2019 | с | Велика маленька брехня                            | Big Little Lies                                    | Ед Маккензі          |
| 2018      | с | Я тебе кохаю, Америка з Сарою Сільверман          | I Love You, America with Sarah Silverman           | Джордж Вашингтон     |
| 2019      | ф | Поміж папороті: Фільм                             | Between Two Ferns: The Movie                       | у ролі самого себе   |
| 2019      | с | Пробач                                            | I'm Sorry                                          | Стів Голдберг        |
| 2019      | с | Зона сутінків                                     | The Twilight Zone                                  | Джастін Сандерсон    |
| 2020      | ф | Гарної подорожі: Пригоди в психоделіці            | Have a Good Trip: Adventures in Psychedelics       | спец. ведучий        |
| 2020      | с | Бездоганно                                        | Nailed It!                                         | запрошений суддя     |
| 2020      | с | Зіркова квест-кімната                             | Celebrity Escape Room                              | у ролі самого себе   |
| 2020      | с | Не треба                                          | Don't                                              | у ролі самого себе   |
| 2022      | с | Розрив                                            | Severance                                          | Марк Скаут           |
| 2024      | ф | Мадам Павутина                                    | Madame Web                                         | Бен Паркер           |
| 2025      | ф | Мавпа                                             | The Monkey                                         | капітан Петі Шелбурн |

## Нагороди й номінації
| Нагорода                                | Рік  | Категорія                                         | Робота                   | Результат |
| --------------------------------------- | ---- | ------------------------------------------------- | ------------------------ | --------- |
| Еммі                                    | 2022 | Найкраща чоловіча роль у драматичному телесеріалі | Розрив                   | Номінація |
| Еммі                                    | 2022 | Найкращий драматичний телесеріал                  | Розрив                   | Номінація |
| Премія Гільдії кіноакторів              | 2020 | Найкращий акторський склад у драматичному серіалі | Велика маленька брехня   | Номінація |
| Вибір телевізійних критиків             | 2013 | Найкраща чоловіча роль у комедійному серіалі      | Парки та зони відпочинку | Номінація |
| Вибір телевізійних критиків             | 2014 | Найкраща чоловіча роль у комедійному серіалі      | Парки та зони відпочинку | Номінація |
| Премія Асоціації телевізійних критиків  | 2022 | Індивідуальні досягнення в драмі                  | Розрив                   | Номінація |
| Премія Асоціації голлівудських критиків | 2022 | Найкраща чоловіча роль у стрімінговому серіалі    | Розрив                   | Номінація |
| Сатурн                                  | 2022 | Найкращий телеактор                               | Розрив                   | Номінація |
| Незалежний дух                          | 2010 | Найкраща чоловіча роль                            | Жорстокий вид            | Номінація |
| Незалежний дух                          | 2017 | Найкращий повнометражний кінодебют                | Інші люди                | Номінація |